# 亮叶龙胆
亮叶龙胆（学名：Gentiana micans）为龙胆科龙胆属的植物。分布于尼泊尔、锡金以及中国大陆的西藏等地，生长于海拔4,300米至4,800米的地区，一般生于山坡草甸，目前尚未由人工引种栽培。